# Black Angel
Black Angel (bra: Anjo Diabólico) é um filme noir estadunidense de 1946 dirigido Roy William Neill e estrelado por Dan Duryea, June Vincent e Peter Lorre. Produzido pela Universal Pictures, é ambientado em Los Angeles e amplamente adaptado do romance homônimo de 1943 de Cornell Woolrich.

## Elenco
- Dan Duryea como Martin Blair
- June Vincent como Catherine Bennett
- Peter Lorre como Marko
- Broderick Crawford como Captain Flood
- Constance Dowling como Mavis Marlowe
- Wallace Ford como Joe
- Hobart Cavanaugh como Hotel Caretaker
- Freddie Steele como Lucky
- John Phillips como Kirk Bennett
- Ben Bard como Barman
- Junius Matthews como Dr. Courtney
- Marion Martin como Millie
- Archie Twitchell como George Mitchell (como Michael Branden)
- Maurice St. Clair como dançarina (como St. Clair)
- Vilova como dançarina
- Robert Williams como segundo detetive